# 羅曼尼夫卡 (捷列博夫利亞市鎮)
49°13′12″N 25°34′9″E / 49.22000°N 25.56917°E
羅曼尼夫卡（羅馬化：Romanivka）是烏克蘭西部的村莊，隸屬特諾皮爾州的特諾皮爾區。該村處於格尼拉魯德卡河畔，始建於十五世紀，面積4.35平方公里，海拔高度345米，2001年人口726。